# Киселинен хлорид
Киселинните хлориди (RCOCl) принадлежат към групата на киселинните халогениди с обща формула RCOX, където R е алифатен или ароматен заместител, а X е хлор, бром или йод. Те са производни на карбоксилните киселини, важни за органичния синтез.